# إسماعيل واغي
إسماعيل واغي (بالفرنسية: Ismaël Wagué) ضابط عسكري مالي يشغل منصب نائب رئيس أركان القوات الجوية المالية للقوات المسلحة المالية.
بعد الانقلاب المالي 2020، أصبح واغي المتحدث باسم اللجنة الوطنية لإنقاذ الشعب. أجرى واغي مقابلة على قناة فرانس 24 ادّعى فيها أن الجيش لم ينفذ انقلابًا، وإنّما استجابوا لمطالب الشعب بخصوص الوضع الاجتماعي والسياسي والاقتصادي والأمني للبلاد، الذي يعاني - منذ 7 سنوات - من الحكم السيئ والمحسوبية والفساد. كما تعهد بأن اللجنة الوطنية لإنقاذ الشعب ستسعى لنقل مالي من الحكم العسكري إلى الحكم المدني.
سبق للعقيد إسماعيل واغي أن عُيّن في منصب نائب رئيس أركان القوات الجوية سنة 2019 من قبل الرئيس إبراهيم أبو بكر كيتا، بعد سلسلة من الإقالات ردًا على هجوم أدى إلى مقتل 26 جنديًا في شمال مالي.